# Internationale Bierdag
De Internationale Bierdag is een jaarlijks evenement op de eerste vrijdag van augustus.
Internationale Bierdag heeft drie doelen:
1. Om samen te komen met vrienden en te genieten van de smaak van bier.
2. Om degenen te eren die verantwoordelijk zijn voor het brouwen en serveren van bier.
3. Om de wereld te verenigen onder de vlag van bier, door op één dag samen de bieren van alle landen te vieren.
Het evenement is opgericht in 2007 in Santa Cruz, Californië in de Verenigde Staten van Amerika door Jesse Avshalomov. Sinds de oprichting is Internationale Bierdag uitgegroeid van een klein lokaal evenement in het westen van de Verenigde Staten tot een wereldwijde viering die 207 steden, 80 landen en 6 continenten omvat.